# Girl's Day Party 3
〈Girl's Day Party #3〉는 걸스데이의 세 번째 디지털 싱글 음반이다.

## 특징
- 타이틀곡은 "반짝반짝"이며, "반짝반짝"은 나미의 〈빙글빙글〉을 재해석한 곡이다.[1]

## 활동
2011년 3월 14일에 걸스데이는 콘셉트 사진과 뮤직비디오 티저 영상을 공개하며 2011년 3월 16일에 데뷔 후 첫 쇼케이스를 열며 5개월만에 복귀하였다. 그리고 3월 17일에 엠넷 《엠카운트다운》에서 복귀 무대를 가졌다. 3월 18일에 음원을 공개하였는데 타이틀곡인 "반짝반짝"은 여러 음악 사이트에서 1위를 하였으며, 멜론 선정 주간 최고 인기곡 1위로 뽑히기도 했다. 또한 보아의 오빠인 권순욱 감독이 연출한 "반짝반짝"의 뮤직비디오도 포털사이트 다음에서 한 주간 40만 명이 접속해 베스트 인기 동영상 1위를 하였으며, '맘맘마 춤'이라 불리는 안무도 화제가 되었다.

## 트랙 리스트
| #  | 제목                 | 작사           | 작곡   | 재생 시간 |
| -- | -------------------- | -------------- | ------ | --------- |
| 1. | 〈반짝반짝〉         | 남기상, 강전명 | 남기상 | 3:06      |
| 2. | 〈반짝반짝 (Inst.)〉 | 남기상, 강전명 | 남기상 | 3:04      |